# Area di dispersione australasiatica

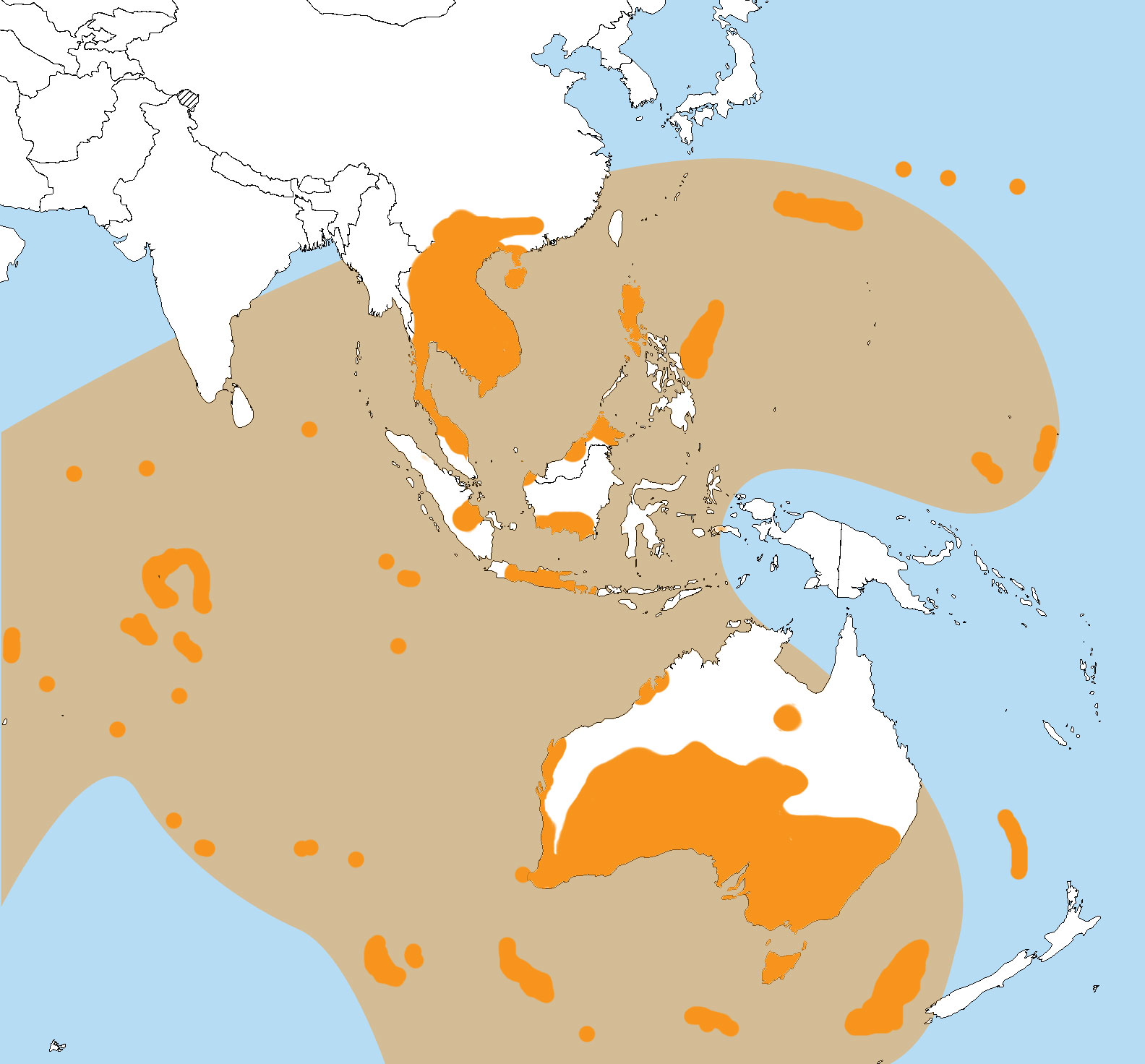
Una mappa dell'area di dispersione australasiatica. Le aree più scure indicano i luoghi di ritrovamento di tectite.

L'area di dispersione australasitica è la più recente e più vasta delle aree di dispersione di tectite conosciute, tanto che, secondo le stime più recenti, essa potrebbe coprire dal 10% al 30% della superficie terrestre.

## Estensione
L'area di dispersione australasiatica, la cui formazione risalirebbe a circa 790000 anni fa e che sarebbe dovuta a una frammentazione da impatto, include la maggior parte dell'Asia sud-orientale, in particolare Thailandia, Laos, Vietnam, Cambogia e Cina meridionale, ma il materiale risultante dall'impatto si può trovare anche al di là dell'Oceano Indiano, in un territorio che include Filippine, Indonesia, Malaysia, Giava e, ancora più a ovest, l'Australia meridionale e la Tasmania. Negli anni 1960 si riteneva che l'area di dispersione si estendesse dall'Hainan, nella Cina meridionale, all'Australia, occupando circa il 10% della superficie terrestre. In seguito, l'estensione dell'area fu ampliata al 20% della superficie terrestre grazie a ritrovamenti in Africa e in Tasmania. Infine, ulteriori scoperte di materiale nel Tibet settentrionale e nello Guangxi hanno portato a stimare che l'estensione dell'area di dispersione australasiatica sia pari a circa il 30% della superficie terrestre, vale a dire circa 150 milioni di km2, che corrisponde più o meno alla superficie totale delle terre emerse.

## Cratere da impatto
Ad oggi si conoscono meno di 30 crateri da impatto risalenti a meno di un milione di anni fa, la maggior parte dei quali ha un diametro inferiore ai 2 km (fanno eccezione i crateri di Agoudal e di Rio Cuarto, con un diametro rispettivamente di 3 e 4 km). Poco più antico di un milione di anni sarebbe poi il cratere di Zhamanshin, in Kazakistan, che, in virtù dei suoi 14 km di diametro, era stato in passato proposto come traccia del meteorite il cui impatto avrebbe generato l'area di dispersione australasiatica.
Tuttavia, a causa delle enormi dimensioni dell'area di dispersione in oggetto, si ritiene che il cratere da impatto generato dal meteorite che l'ha prodotta debba essere ben più grande di quelli finora conosciuti. Nel 1993 G. Schmidt e J. T. Wasson hanno avanzato l'ipotesi che potrebbe esserci un cratere con un diametro compreso tra i 14 e i 17 km al di sotto della valle del Mekong; in un articolo pubblicato nel 1996, C. Schnetzler sostiene di aver individuato una struttura di 35–40 km di diametro nel Laos meridionale; nel 1994 J. Hartung e C. Koberl hanno proposto come sito del cratere il lago Tonle Sap, in Cambogia, una struttura allungata larga 45 km e lunga oltre 140; sempre nel 1994, Billy P. Glass ha affermato di aver individuato il cratere in una formazione di diametro compreso tra 32 e 114 km, sempre in Cambogia; ancora Glass, nel 1999, ha proposto come possibile sede del cratere il Laos meridionale e, più recentemente, sulla base di misure relative alla presenza di berillio-10, P. Ma e altri hanno pubblicato un articolo in cui situano l'area del cratere, che avrebbe un diametro di oltre 100 km, tra l'Hainan e il Laos meridionale, probabilmente all'interno del golfo del Tonchino.
Tra i ricercatori c'è anche chi, come J. T. Wasson, ha ipotizzato, sulla base di ritrovamenti di tectiti stratificate in Thailandia, che l'area di dispersione australasiatica possa essere il frutto di più meteoriti e quindi di impatti multipli che avrebbero disseminato materiale su una zona vastissima, tuttavia un simile scenario comporterebbe il presentarsi di ulteriori problemi.
È stata anche avanzata l'ipotesi che l'impatto del meteorite che ha portato alla formazione dell'area di dispersione australasiatica abbia innescato l'ultima inversione della polarità del campo magnetico terrestre in ordine di tempo, nota come inversione di Brunhes-Matuyama.

## Homo erectus

La regione dello Guangxi, nella Cina meridionale.

Il ritrovamento di manufatti realizzati con queste tectiti effettuato presso la città di Baise, nella regione autonoma cinese di Guangxi Zhuang, indica che, durante o poco dopo l'impatto, una popolazione di Homo erectus viveva in questa regione.
Manufatti in pietra realizzati da esemplari di Homo erectus sono stati trovati all'interno del campo di detriti assieme a uno strato di carbone, probabilmente formatosi in seguito agli incendi sviluppatisi in seguito all'impatto. È stato anche ipotizzato che la deforestazione locale conseguente ai suddetti incendi avrebbe permesso a tale popolazione di avere un più facile accesso alle pietre utilizzate per la creazione di utensili.